# Trigonias
†Trigonias (w starszej literaturze †Caenopus) – rodzaj wymarłego nosorożca. Występował w późnym eocenie około 35 milionów lat temu. Znany z licznych stanowisk w USA i jednego w południowej Kanadzie. Mierzył do 2,5 metra długości. Mimo że nie posiadał rogów, wyglądem przypominał współczesne nosorożce, różniąc się od nich m.in. obecnością czterech funkcjonalnych (piąty był szczątkowy) palców u kończyn przednich, a nie trzech, jak to jest u współczesnych nosorożców.